# WindVoice
WindVoice（ウインドヴォイス）は、収録を毎回公開録音形式で行うことが特徴のインターネットラジオ番組である。
オンラインゲームに関連した内容を扱う番組としてスタートし、株式会社セカンドファクトリーの下で2007年10月29日から2008年3月31日まで、通常放送が全12回、他にX'masSPが1回放送された。
その後、制作を行っていたSoundFeatherの下で復活し、2008年11月9日にスペシャル版の公開収録を実施、同27日に配信された。
公式には区別はないが、便宜上以下では前者を第1期、後者を第2期として表記する。
現在は第1期、第2期ともにバックナンバーも含め、すべての配信が終了し、ウェブサイトは閉鎖されている。

## パーソナリティ
成瀬未亜、新堂真弓

## テーマ曲
- Wind☆Voice!!（歌：成瀬未亜、新堂真弓）
- 2007年X'masSPではオープニングでジングルベル、エンディングできよしこの夜が流れた。

## 収録

### 第1期
- 日付：2007年10月18日から2008年3月20日までの隔週木曜日（放送の11日前）
- 時刻：20時頃（最終回のみ18時頃）
- 場所：AD St.（秋葉原のADスクエア内1F）
- 入場料：無料（整理券方式）

AD Cafe.利用者に優先整理券が配布されたこともある。
収録日の昼12時頃にその回の投稿は締め切られた。
2007年12月24日昼には臨時でX'masSPの収録が行われ、翌25日夜に配信された。
24日には第5回の配信が行われたので、2日連続の配信となった。
また、これとは別に第6回放送分の定期収録が27日に行われた。
AD St.に参加者が入りきらない場合は、AD Cafe.（2F）、AD Lab.（3F）も使用し、そちらへはAD St.の模様が中継された。

### 第2期
- 日付：2008年11月9日
- 時刻：14時頃
- 場所：Dear Stage DEMPAビル店 1F（旧ADスクエア）
- 入場料：1,000円（ドリンクチケット500円分込み）

事前にウェブサイトで参加募集を行い、抽選で100名が選ばれた。
投稿は当日の午前0時で締め切られた。
第1期と異なり、2Fや3Fは使用していない（終了後の物販会場として3Fが使用された）。

## コーナー

### 第1期
回によっては放送されないコーナーもあった（以下にはコーナーの初回と最終回のみ記す）。
投稿が採用されると、パーソナリティをモチーフにしたイラスト入り缶バッジが贈られた（成瀬、新堂の2種。投稿時、住所記入者のみ）。
最終回以後しばらくは感想メールの募集が行われていたが、現在はこちらも終了している。

#### 最終回現在
- ネトゲ川柳（第1回 -）

ネットゲームを題材にした川柳。コーナーの合間に挿入された。2007年末の第5回では、総清算編と題し単独のコーナーとして放送された。
- AD Cafe!あどベンチャー!!（第1回 - ）

ADスクエア内のAD Cafe.を使って楽しく遊ぶコーナー。パーソナリティが対戦または課題に挑戦した。勝者には7つ集めると願いが叶う玉が贈られた。ただし、叶う願いはある程度。引き分けの場合はキャリーオーバーとなった。大人の事情により、最終回では勝者の持ち玉が合計7つになるように、もらえる数が調整された。
- ふつうのおたより（フリートーク、第1回 - ）

#### 終了
- 教えて！隣のシルフさん!!（第1回 - 第11回）

番組タイトルにちなみ、パーソナリティが風の妖精シルフとなってリスナーの悩みに答えた。また、回答するシルフのキャラクターも悩みとは別に募集し、箱（ゴールデンボックス）から選んで決定した。（例. ツンデレのシルフさん）
当初は悩みとシルフのキャラクターを両方書いて投稿する形式だったが、第2回放送でこの形に変更された。
- ウソ？ホント？明快ネトゲ用語大辞典（第2回 - 第10回）

ネットゲームの専門用語の意味を面白おかしく作り上げるコーナー。毎回お題となる用語が提示された。リスナーの投稿がきっかけで誕生。
番組終了に先立ち、第10回で新たなお題提示がされずに終了となった。
- オンラインゲーム宣伝部 略して「オンセン」（第1回 - 第9回）

オンラインゲームを中心に、番組が注目するエンターテイメントを紹介するコーナー。プレゼントがある場合は番組内でキーワードが発表された。
第6回より扱う内容がオンラインゲーム以外にも拡大され、現在の形となった。
番組終了に伴い、第10回以降ふつうのおたよりを多く紹介する方向になったため、第9回での放送が実質最後となった。

#### 未放送
- Wind☆Voice!!替え歌コーナー（コーナー名未定）

番組のテーマソング「Wind☆Voice!!」の替え歌を考えるコーナー。第6回で構想が発表されたものの、募集は行われなかった。
コーナーにはならなかったものの、最終回にふつうのおたより宛に替え歌が投稿され、実際にパーソナリティ2人が歌って紹介した。

### 第2期
- みじかメールスペシャル！

第1期終了後のリスナーの近況を句読点も含め25字以上30字以内で募集、紹介するコーナー。
- 帰ってきた！？隣のシルフさん!!

「教えて！隣のシルフさん!!」の復活版コーナー。
- ウインドロゴス

パーソナリティ2人による対決コーナー。願いが叶う玉はなし。
ADスクエア閉店に伴い、タイトルが「AD Cafe!あどベンチャー!!」から変更となった。BGMは当時のものを引き継いでいる。
- ふつうのおたより（フリートーク）

## ゲスト
- DJ-ONIGIRI、DJ立源寺（デックスエンタテインメント、第9回）
- OdiakeS（番組BGM作曲担当、第8回）
- 林佑樹（「AkibaDog+」ライター、第7回）
- 北條孝宏（「AkibaDog+」編集長、第6回）
- 新妻（extreme、第5回、2007年X'masSP）
- 軽部にーさん、ゲッターB（「オンラインゲーム すごい攻略やってます。」編集部、第4回）
- 満（株式会社ゲームポット広報、第3回、2007年X'masSP）
- カリスマゴトウ、軽部にーさん（「オンラインゲーム すごい攻略やってます。」編集部、第2回）

## イベント
- コミックマーケット73（2007年12月31日）

番組テーマ曲「Wind☆Voice!!」のCD発売を記念して、パーソナリティ2人のサイン入りCD手渡し会が行われた。また、その模様が「AkibaDog+」Volume 04に掲載された。

## CD

### Wind☆Voice!!
番組テーマソングCD、SoundFeather、SDFC-0001
1. Wind☆Voice!!（作詞：成瀬未亜 with 新堂真弓、歌：成瀬未亜、新堂真弓）
2. Chu☆Chu☆Radio（作詞：新堂真弓 with 成瀬未亜、歌：成瀬未亜、新堂真弓）

コミックマーケット73で先行発売された。その後はADスクエアで取り扱われた他、コミックとらのあな、メロンブックス、ホワイトキャンバス、あきばお〜、メッセサンオーでの委託販売も行われた。また、第2期の公開録音で、終了時に行われた物販でも取り扱われた。
ジャケットイラストはゆずソフトのこぶいち、むりりんが担当。パーソナリティの成瀬、新堂をモチーフにしており、2人の背には妖精の羽根がうっすらと描かれている。
「Wind☆Voice!!」冒頭の歌詞に含まれる英語は、文字で見ると気がつかないが、歌では音がつながるため2通りに聞こえるという仕掛けがある。それぞれに意味があり、成瀬が作詞の際に意図したものである。第7回で本人が詳細を公表している。
カップリング曲「Chu☆Chu☆Radio」には第2回収録時に会場で録音した掛け声が入っている。また、この曲名は第4回収録時に来場者の多数決で決定した。さらに、歌詞の一部に初期の「ネトゲ川柳」作品が採用されている。

## エピソード
- 2007年東京ゲームショウ、サイカンゲームズブースで配られたAkibaDog+創刊準備号（Volume 00）を見ると、元々は「Tír na n-Óg」（和名: ティルナノーグ）というタイトルを予定していた模様。おそらく商標的な問題で現行の名称に変更したものと思われる。
- 収録会場にはホワイトボードが設置され、毎回パーソナリティ2人によるイラストと収録参加者によるメッセージの寄せ書きが行われた。
- 第1回放送の「AD Cafe!あどベンチャー!!」で、店長に聞いた「ADスクエアの素敵なところ」を当てるクイズが実施された。このとき、正解に「WindVoiceの公録をやっている」が入っていない一方で、「店長がかっこいい」が入っていた。これが元で店長ネタが増え、会場の笑いを誘っていた。
- 「AD Cafe!あどベンチャー!!」でパーソナリティの2人が考案した内容をもとにしたクリスマスメニューが、AD Cafe.で2007年のクリスマス期間およびコミックマーケット73期間限定で提供された。用意していた分が即完売するほどの人気だった。
- 2008年2月7日収録の第9回では、エンディングで成瀬の誕生祝いが行われた。別台本が用意され、寄せられたお祝いメッセージもあえて伏せられていたため、本人はこのことを知らず、思わず涙する場面もあった。
- 第10回放送のエンディングでは、4月以降、店長が新たなことにチャレンジするため番組続行が不可能となったという内容の手紙が読まれ、第12回で番組終了となることが告知された。
- 第1期最終回は収録日の3月20日がちょうど新堂の誕生日であり、お祝いが行われ、成瀬からプレゼントが贈られた。
- 2008年3月31日の第1期最終回配信と同時に株式会社セカンドファクトリーの事業整理が発表された。突然の番組終了の理由と思われる。
- 第2期復活スペシャルの収録日である11月9日は、番組プロデューサー小川犬太郎の誕生日であり、恒例のお祝いが行われた。

## 備考
- フリーペーパー「AkibaDog+」のVolume 01には、パーソナリティ2人へのインタビューが掲載された。また、02〜05には番組のコラムが連載された。
- 「オンラインゲーム すごい攻略やってます。」Vol.20に番組の紹介記事が掲載され、21、22にはパーソナリティ2人によるコーナー「とにかくヘクトパスカル!!」が連載された。